# Bixente Serrano Izko
Bixente Serrano Izko, né le 22 janvier 1948 à Iza et mort le 4 juin 2020, est un historien, écrivain et militant politique basque espagnol.

## Biographie
Pendant les dernières années du franquisme, Bixente Serrano Izko a milité dans l'organisation indépendantiste Euskadi ta Askatasuna (ETA). Il a été arrêté et écroué à Ségovie. Le 5 avril 1976, il a été un des organisateurs de l'évasion massive de Ségovie (24 militants de d'ETA et cinq catalans du FRAP, du FAC, MIL et PCE). Il sera capturé peu après avec l'ensemble du groupe.
Il a postérieurement milité à ETA pm (ETA politico-militaire). Il laisse la lutte armée, pour faire partie d'Euskadiko Ezkerra, dont il a été secrétaire général en Navarre.
Quand EE intègre le PSE-EE, il abandonne la politique et enseigne comme professeur d'histoire en langue basque dans un institut d'enseignement de Pampelune. Bixente Serrano publie des livres et écrit des articles sur l'histoire dans le quotidien Egunkaria. Plus tard, il est candidat au Sénat espagnol pour Nafarroa Bai aux élections générales d'Espagne de 2004 et 2008.

## Publications

### Aphorisme
- (eu) Jauzika (2010, Pamiela)

### Narration
- (eu) Onkoteak, 1987, Pamiela.

### Essais
- (eu) Beldurra bera zaldi, 2002, Pamiela ;
- (eu) Bakezale gerlari horiek, 2004, Pamiela ;
- (es) Navarra-Euskadi, un debate popular que urge, 1981 ;
- (eu) Nafarroa, historiaren hariak, 2005, Euskara Kultur Elkargoa, version en castillan Navarra, las tramas de la historia ;
- (es) A lomos del miedo: Libertad sin épica, 2011.